# Seara
Seara là một đô thị thuộc bang Santa Catarina, Brasil. Đô thị này có diện tích 312,54 km², dân số năm 2007 là 17121 người, mật độ 56,1 người/km².